# Emmaboda köping
Denna artikel handlar om den tidigare kommunen Emmaboda köping. För orten se Emmaboda, för dagens kommun, se Emmaboda kommun.
Emmaboda köping var en tidigare kommun i Kalmar län. 

## Administrativ historik
Emmaboda köping bildades den 1 januari 1930 (enligt beslut den 7 mars 1929) genom en utbrytning ur Vissefjärda landskommun av Emmaboda stationssamhälle, omfattande delar av hemmanen Gantesbo nummer 1, Kimramåla nummer 1 och Lindehult nummer 2 samt intill nämnda områdens stränder belägna vattenområden. Den nya köpingen hade 1 025 invånare då den bildades.
Senast den 1 januari 1941 utbröts köpingen ur Vissefjärda jordregistersocken i avseende på fastighetsredovisningen.
Den 1 januari 1952 gällde tre av stadsstadgorna i köpingen: Brandstadgan, byggnadsstadgan och hälsovårdsstadgan.
Köpingens territorium ändrades flera gånger (årtal avser den 1 januari det året om inget annat anges):
- 1937 - Enligt beslut den 27 mars 1936 överfördes till köpingen fastigheten Grimmansmåla 1:6, omfattande en areal av 0,31 km², varav allt land, från Algutsboda landskommun i Kronobergs län.[3] Fastigheten var obebodd.[5]
- 1942 - Enligt beslut den 13 december 1940 överfördes till köpingen vissa områden omfattande en areal av 0,55 km², varav allt land, från Vissefjärda landskommun.[6] De överförda områdena hade 23 invånare.[7]
- 1947 - Enligt beslut den 15 mars 1946 överfördes till köpingen ett område med 101 invånare och omfattande en areal av 1,21 km², varav allt land, från Algutsboda landskommun.[4]
- 1954 - Ett område med 57 invånare och omfattande en areal av 5,48 km², varav allt land överfördes till köpingen från Vissefjärda landskommun. Från Långasjö församling i Älmeboda landskommun i Kronobergs län överfördes ett område med 19 invånare och omfattande en areal av 0,7 km², varav allt land. Slutligen överfördes till köpingen ett område med 129 invånare och omfattande en areal av 5,96 km², varav 5,62 km² land, från Algutsboda landskommun.[8]
- 1969 - De två landskommunerna Vissefjärda och Algutsboda inkorporerades i köpingen.

1 januari 1971 gick köpingen upp i Emmaboda kommun.

### Kyrklig tillhörighet
Köpingen hörde först till Vissefjärda församling men från den 1 januari 1939 utgjorde köpingen en egen församling, Emmaboda församling. Den 1 januari 1969 tillkom Vissefjärda församling samt Algutsboda församling.

## Köpingsvapnet
Blasonering: I fält av guld ett av kavlar bildat blått gaffelkors, åtföljt upptill och på vardera sidan av ett ospänt blått armborst.
Vapnet utformades av Svenska Kommunalheraldiska Institutet. Det fastställdes för Emmaboda köping den 6 november 1952 av Kungl Maj:t. Gaffelkorset syftar på Emmaboda som järnvägsknut. Armborsten kommer från Södra Möre härads 1500-talssigill som innehöll ett sådant. Att armborsten är ospända, liksom i yngre häradssigill men till skillnad från på 1500-talet, symboliserar att området efter Blekinges övergång till Sverige inte längre är en krigshärjad gränsbygd. Det registrerades för kommunen i PRV år 1974.

## Geografi
Emmaboda köping omfattade den 1 januari 1931 en areal av 1,43 kvadratkilometer, varav 1,43 km² land. Efter nymätningar och arealberäkningar färdiga den 1 januari 1946 omfattade köpingen samma datum en areal av 2,33 km², varav 2,33 km² land.
Den 1 januari 1952 omfattade köpingen en areal av 3,54 km², varav allt land.

### Tätorter i köpingen 1960
I Emmaboda köping fanns tätorten Emmaboda, som hade 2 522 invånare den 1 november 1960. Tätortsgraden i köpingen var då 89,9 procent.

## Politik

### Kommunalfullmäktige

#### Ordförande
Under Emmaboda köpings år innehade fyra personer ordförandeposterna. Trots att Socialdemokraterna hade egen majoritet under alla år fick Ragnar Blomqvist från Högerpartiet, ordförandeposten två gånger.
| Namn | Namn               | Från | Till | Politisk tillhörighet |
| ---- | ------------------ | ---- | ---- | --------------------- |
|      | Gotthard Johansson | 1929 | 1947 | Socialdemokraterna    |
|      | Albin Rydström     | 1948 | 1965 | Socialdemokraterna    |
|      | Ragnar Blomqvist   | 1965 | 1965 | Högerpartiet          |
|      | Emil Olsson        | 1966 | 1968 | Socialdemokraterna    |
|      | Ragnar Blomqvist   | 1968 | 1969 | Högerpartiet          |

#### Vice ordförande
När Ragnar Blomqvist agerade ordförande 1965 och 1968-1969 var posten som vice ordförande vakant.
| Namn | Namn              | Från | Till | Politisk tillhörighet  |
| ---- | ----------------- | ---- | ---- | ---------------------- |
|      | Hjalmar Hartman   | 1929 | 1937 | Frisinnade folkpartiet |
|      | Hjalmar Johansson | 1938 | 1958 | Folkpartiet            |
|      | Ragnar Blomqvist  | 1959 | 1965 | Högerpartiet           |
|      | Ragnar Blomqvist  | 1966 | 1968 | Högerpartiet           |

### Kommunalstämmans ordförande
Som kommunalstämmans ordförande satt fyra personer på denna post, dessutom var Tage Johanssons Emmabodas första kommunalråd.
| Namn | Namn           | Från | Till | Politisk tillhörighet |
| ---- | -------------- | ---- | ---- | --------------------- |
|      | John Andersson | 1929 | 1936 | Socialdemokraterna    |
|      | Albin Rydström | 1936 | 1957 | Socialdemokraterna    |
|      | Tage Johansson | 1958 | 1963 | Socialdemokraterna    |
|      | Eric Johansson | 1964 | 1965 | Socialdemokraterna    |
|      | Tage Johansson | 1966 | 1969 | Socialdemokraterna    |

### Mandatfördelning i Emmaboda köping 1930–1968
| 13 | 3 | 4 |

| 20 |

| 13 | 2 | 5 |

| 20 |

| 14 | 2 | 4 |

| 19 |

| 1 | 14 | 2 | 3 |

| 18 |

| 3 | 12 | 2 | 3 |

| 18 |

| 1 | 13 | 3 | 3 |

| 18 |

| 2 | 17 |  | 4 | 6 |

| 25 | 5 |

| 2 | 17 | 2 | 2 | 7 |

| 24 | 6 |

| 2 | 18 | 3 | 2 | 5 |

| 25 | 5 |

| 2 | 16 | 3 | 4 | 5 |

| 24 | 6 |

|  | 21 | 10 | 3 | 5 |

| 37 |

#### Kvinnornas representation
Bland kvinnorna som fanns representerade i Emmaboda köpings kommunalfullmäktige kan nämnas:
- Hilda Almér (S) 1938-1946
- Maria Lundin (S) 1942-1946
- Elin Nilsson (S) 1946-1954
- Elsa Gummesson (S) 1946-1950
- Valborg Almgren (S) 1950-1966
- Ingrid Sjöström (HP) 1954-1970
- Stina Hultin (S) 1954-1958
- Britta Johansson (S) 1954-??
- Sigbert Karlsson (S) 1954-??
- Gulliet Axelsson (S) 1958-??
- Violet Franzén (S) 1966-1970
- Tora Hedunger (FP) 1966-1970